# Pentacladia eques
Pentacladia eques is een vliesvleugelig insect uit de familie Eupelmidae. De wetenschappelijke naam is voor het eerst geldig gepubliceerd in 1862 door Haliday.